# ダマンフール
ダマンフール（エジプト語：Dmỉ-n-Ḥr.w、コプト・エジプト語：Ⲧⲙⲉⲛϩⲱⲣ、アラビア語: دمنهور、英: Damanhur）は、エジプト北部の都市。ブハイラ県の県都。ヘルモポリス・ミクラ（: Ἑρμοῦ πόλις μικρά、英：Hermopolis Mikra）とも呼ばれる。首都カイロから北西へ160km、アレクサンドリアから東南東へ70kmほど行ったナイル川デルタの西部に位置する。
人口は1986年の調査で18万8939人。綿花やコメの市場がある。

## 歴史
古代エジプト時代は下エジプト9番目のノモス（行政区画）、ア＝メントとして知られた。ア＝メントはマリュート湖とカノープスやナイル川で一番西の河口をむすぶ運河沿いに築かれた（ジャン＝フランソワ・シャンポリオン著『エジプト』 249頁）。街は古代エジプトの神、ホルスに奉げられていた。ギリシャやローマの時代にはギリシャ神のヘルメースと関連付け「ヘルモポリス・ミクラ」や「ヘルモポリス・パルヴァ」などと呼ばれた。ビザンチウムのステファノス、ストラボン、クラウディオス・プトレマイオスなど、古代の多くの地理学者も著書に「ヘルモポリス」として載せている。
1879年にモロッコ系ユダヤ人のラビ、アヴィール・ヤーコヴがイスラエルの地へ向かう途中に病で亡くなった地でもあり、毎年数百人の信者が訪れる。
1999年のノーベル化学賞受賞者、アハメッド・ズウェイルは1946年にここダマンフールで生まれた。

## 気候
ナイル川デルタに位置するダマンフールは地中海性気候に属す。雨は主に冬に降るため、他の季節に降ることは珍しい。ひょう、霜、雪などの観測はない。

## 文化
ダマンフールはヘンリー・T・オービンの著書「Rise of the Golden Cobra」で、ネバモンという登場人物の居住地となっている。